# Bugiri
Bugiri – miasto w Ugandzie, stolica dystryktu Bugiri.